# John Simmons (Bassist)

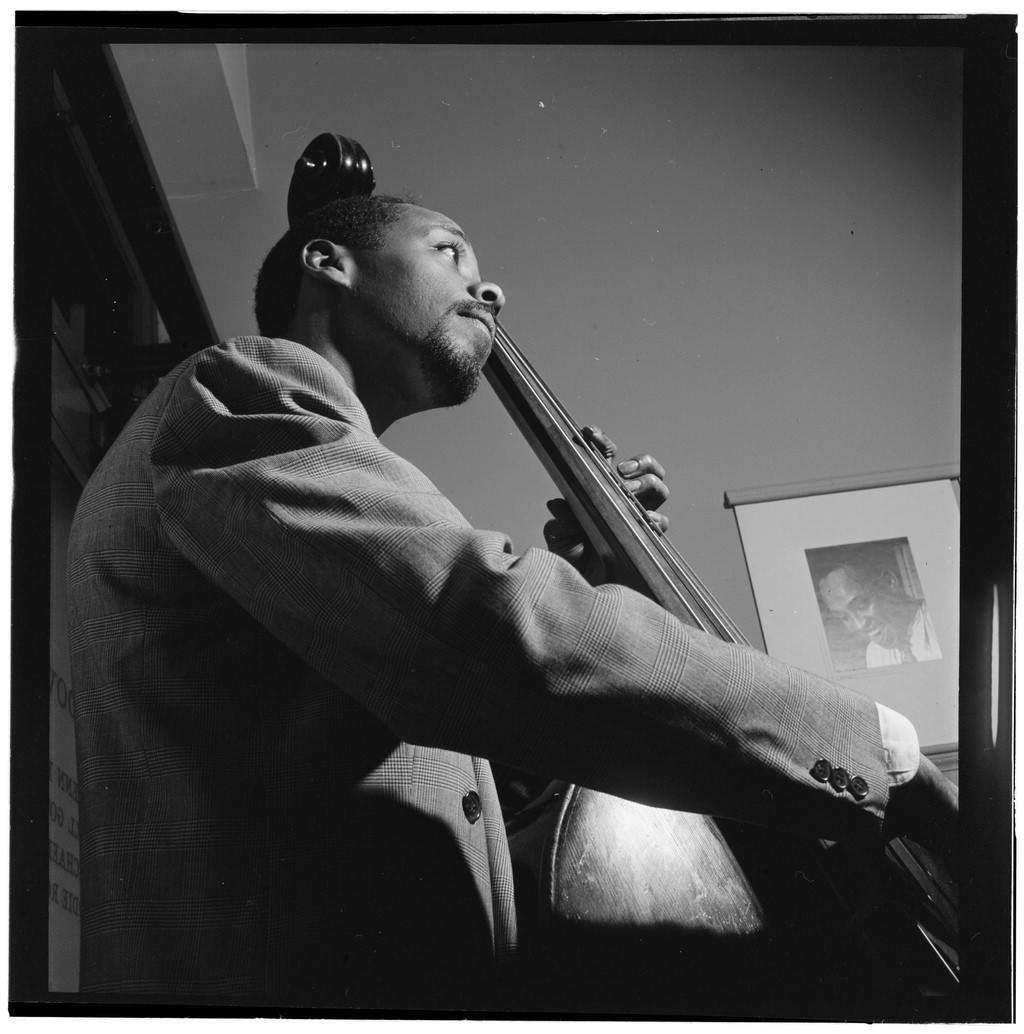
John Simmons, ca. Juli 1947
Fotografie von William P. Gottlieb.

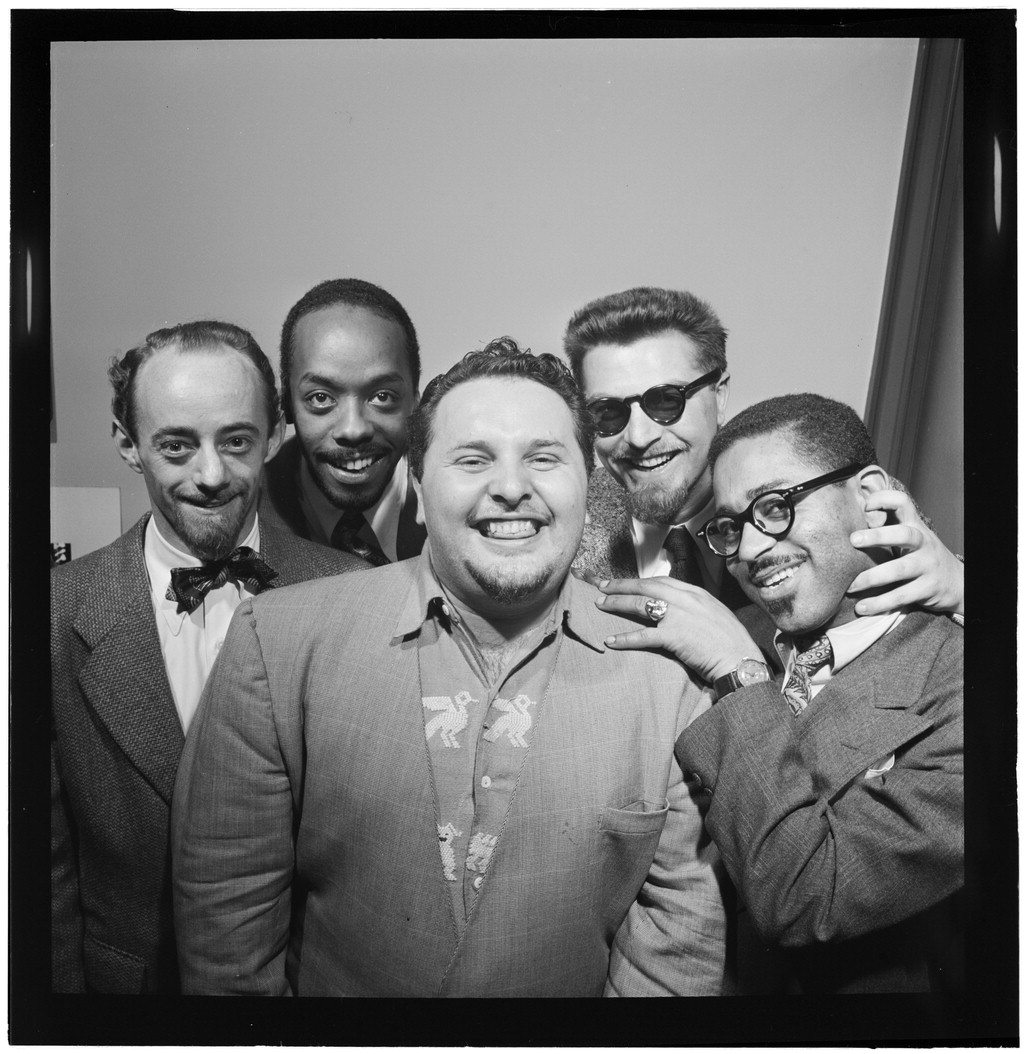
(on links:) Dave Lambert, John Simmons, Chubby Jackson, George Handy und Dizzy Gillespie in William P. Gottliebs Büro, New York, ca. Jul 1947
Foto William P. Gottlieb

John Jacob Simmons (* 14. Juni 1918 in Haskell, Oklahoma; † 19. September 1979 in Los Angeles) war ein amerikanischer Jazz-Bassist.

## Leben und Schaffen
John Simmons wuchs in Tulsa (Oklahoma) und Kalifornien auf und begann als Trompeter. Nach einer Sportverletzung beim Football wechselte er aber zum Kontrabass, dessen Spiel er in kurzer Zeit erlernte. Er spielte im frühen Nat King Cole Trio und nahm 1937 in Los Angeles mit Teddy Wilson auf.
Simmons ging dann nach Chicago; dort spielte er in den Bands von Jimmy Bell, Floyd Campbell, King Kolax (1938/39), Johnny Letman (Ende 1940), Roy Eldridge (Dezember 1940–1941), Benny Goodman (Juli–September 1941), Cootie Williams und Louis Armstrong (beide 1942). 1943 arbeitete er in einem CBS-Rundfunkorchester und im Oktober kurz bei Duke Ellington.
1944 trat Simmons in dem Warner Bros.-Musikkurzfilm Jammin’ the Blues (Regie: Gjon Mili) an der Seite von Lester Young und Sweets Edison auf. 1945 spielte er in Los Angeles im Sextett von Eddie Heywood, mit dem dieser 1944/1945 Billie Holiday begleitete (The Complete Commodore Recordings), und bei Illinois Jacquet in New York.
Zwischen 1944 und 1946 arbeitete Simmons überwiegend als Studiomusiker. Er war beteiligt an Aufnahmen mit James P. Johnsons Blue Note Jazzmen, Hot Lips Page, Big Sid Catlett, Ben Webster, Billie Holiday, den Kansas City Six, Eddie Heywood, Sidney De Paris, Erroll Garner, Al Casey, Coleman Hawkins, Bud Freeman, André Previn, Emmett Berry, John Handy, Don Byas, Benny Carter, Bill De Arango, Billy Kyle und Russell Procope.
In den späten 1940ern war er beteiligt an Aufnahmen mit Ella Fitzgerald (1947), Charles Thompson (1947–1948). Im Juli 1948 nahm er an der legendären Blue Note-Session von Thelonious Monk mit Milt Jackson teil (Genius of Modern Music). 1949 folgten Aufnahmen mit Lee Young, Cecil Payne, Bill Taylor und als Mitglied des Bill Doggett’s Trio mit Eddie Lockjaw Davis.
1949–1952 spielte er in New York im Trio von Erroll Garner. Es folgten Anfang der 1950er weitere Studioarbeiten mit Tyree Glenn (1951), Sonny Stitt, Teddy Wilson und Eddie Lockjaw Davis (alle 1952), Benny Carter (auf The Urbane Sessions, 1952–1955), Louie Bellson und einer Norman-Granz-Jamsession-Band (beide 1953), Buddy Rich (1953, 1955), mit dem Quartett von Herb und Lorraine Geller (1954) und Art Tatum (1955).
1955 spielte Simmons bei Sweets Edison. 1956 war er auf Skandinavien-Tour mit Duke Jordan und Rolf Ericson & The American All-Stars. Im gleichen Jahr nahm er mit Matthew Gee auf und an letzten Aufnahmen von Art Tatum teil, außerdem spielte er im Tadd Dameron/John Coltrane Quartett (Mating Call).
Sein schlechter Gesundheitszustand hinderte Simmons am Arbeiten, er nahm jedoch 1958 noch mit Sweets Edison auf und spielte 1959/1960 bei Phineas Newborn. In den 1960er Jahren zog er sich von der Jazzszene zurück.

## Diskografie (Auswahl)
als Sideman
- Teddy Wilson: Ain’t Misbehavin’ / Honeysuckle Rose (Brunswick Records 7964, 1937); Just a Mood (Brunswick 7973, 1937)
- Hot Lips Page: My Gal Is Gone / Blues Jumped a Rabbit (Commodore Records 593, 1944)
- Big Sid Catlett: Sleep / Linger a While (Commodore 564, 1944); Just a Riff / Memories of You (Commodore 1515, 1944); I Never Knew / Love for Sale (Capitol Records 10032, 1945)
- Rolf Ericson: Visby Groove Alley / Flight to Jordan (Metronome Records 192, 1956); This Time the Dream’s on Me (Metronome 193, 1956)
- Phineas Newborn: Piano Portraits (Roulette Records 52031, 1959); I Love a Piano (Roulette 52043, 1959)